# Powiat leski
Powiat leski – powiat w Polsce (województwo podkarpackie), utworzony w 2002 z części powiatu bieszczadzkiego. Jego siedzibą jest miasto Lesko, będące jedynym miastem w powiecie. Powiat od południa graniczy ze słowackim krajem preszowskim, od zachodu – z powiatem sanockim, a od wschodu – z powiatem bieszczadzkim.
Podstawowe gałęzie gospodarki to rolnictwo i turystyka.
Według danych z 31 grudnia 2019 roku powiat zamieszkiwało 26 441 osób. Natomiast według danych z 30 czerwca 2020 roku powiat zamieszkiwało 26 413 osób.

## Podział administracyjny
W skład powiatu wchodzą:
- gminy miejsko-wiejskie: Lesko
- gminy wiejskie: Baligród, Cisna, Olszanica, Solina
- miasta: Lesko

## Demografia
Liczba ludności (dane z 31 grudnia 2014):
|        | Ogółem | Ogółem | Kobiety | Kobiety | Mężczyźni | Mężczyźni |
| osób   | %      | osób   | %       | osób    | %         |           |
| ------ | ------ | ------ | ------- | ------- | --------- | --------- |
| Ogółem | 26 821 | 100    | 13 532  | 50,45   | 13 289    | 49,55     |
| Miasto | 5615   | 20,94  | 2971    | 11,08   | 2644      | 9,86      |
| Wieś   | 21 206 | 79,06  | 10 561  | 39,38   | 10 645    | 39,69     |

▶Wieś vs ▶miasto
Ogółem (▶k, ▶m)
Miasto (▶k, ▶m)
Wieś (▶k, ▶m)
- Piramida wieku mieszkańców powiatu leskiego w 2014 roku[5].

## Historia
W roku 1782 cyrkuł (powiat) liski obejmował następujące jednostki administracyjne: Lesko, Baligród, Lutowiska, Jaćmierz, Sanok, Rymanów, Iwonicz, Dynów, Nozdrzec, Nienadowa, Bircza, Dubiecko, Brzozów, Iskrzynia, Zarszyn, Mrzygłód, Bukowsko, Ustrzyki Dolne, Nowotaniec, Chyrów, Felsztyn, Rogi, Lubatówka, Cergowa i Jaśliska.
Do roku 1918 powiat liski obejmował 1827 km², liczył 74118 mieszkańców oraz składał się ze 156 gmin katastralnych, w obrębie starostwa znajdowały się sądy powiatowe w Lesku, Ustrzykach Dolnych, Lutowiskach i Baligrodzie. Na prawach miasteczek były Ustrzyki Dolne, Lutowiska i Baligród.

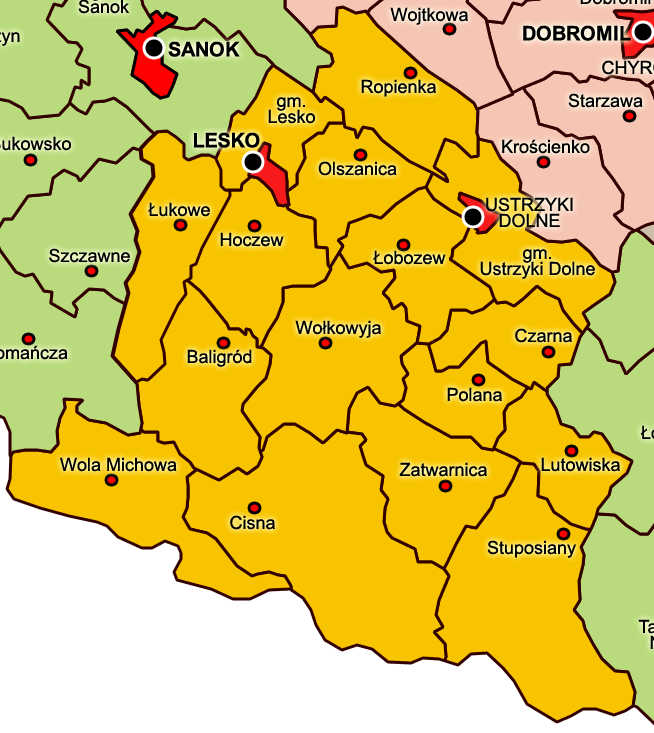
Powiat leski za II RP

Za II RP funkcjonował powiat leski (do 4 marca 1931 roku powiat liski) w województwie lwowskim. Obejmował 2 miasta (Lesko i Ustrzyki Dolne) oraz 150 wiejskich gmin jednostkowych. 1 sierpnia 1934 zniesiono gminy jednostkowe, a w ich miejsce utworzono 16 większych gmin zbiorowych: Baligród, Cisna, Czarna, Hoczew, Lesko, Lutowiska, Łobozew, Łukowe, Olszanica, Polana, Ropienka, Stuposiany, Ustrzyki Dolne, Wola Michowa, Wołkowyja i Zatwarnica. Zniesione gminy jednostkowe przekształcono 17 września 1934 w gromady (sołectwa) w gminach zbiorowych.
Po wybuchu II wojny światowej i agresji ZSRR na Polskę granica niemiecko-sowiecka przedzieliła powiat wzdłuż Sanu. Wschodnia część została włączona do ZSRR i przekształcona w rejon leski. Lewobrzeżna część została zajęta przez Niemców, wchodząc w skład Landkreis Sanok dystryktu krakowskiego Generalnego Gubernatorstwa.
Rejon leski w ZSRR przestał istnieć wraz z wybuchem wojny niemiecko-radzieckiej 22 czerwca 1941. Jego tereny weszły w skład Landkreis Sanok dystryktu krakowskiego Generalnego Gubernatorstwa.
Latem 1944, po zajęciu terenów na wschód od Sanu przez Armię Czerwoną, podział Landkreis Sanok (w tym obszar dawnego powiat leskiego) na Sanie zamanifestował się identycznie co w latach 1940–41. Wschodnia część weszła ponownie w skład ZSRR i reaktywowanego tam rejonu leskiego. Zachodnia część powróciła do Polski. W marcu 1945, w wyniku wytyczenia granicy między ZSRR a Polską, prawie cały zniesiony rejon leski włączono do Polski, gdzie reaktywowany został powiat leski. W skład powiatu leskiego weszła także (okrojona) gmina Tarnawa Niżna na samym południu (obejmująca także skrawek przedwojennej gminy Sianki z Siankami i Beniową), która przed wojną należała do powiatu turczańskiego.
W ZSRR, ze składu przedwojennego powiatu leskiego pozostała jedynie Solina (jej dawna prawobrzeżna lokalizacja) z obrębem ewidencyjnym góry Jawor, w której utworzono sielsowiet Solina (Солинянська сільська рада), a także Wola Maćkowa, którą zintegrowano jako chutor z radą wiejską Łodyna (Лодинянська сільська рада) w rejonie ustrzyckim.
W Polsce, powiat leski wszedł 18 sierpnia 1945 w skład nowo utworzonego województwa rzeszowskiego.
15 maja 1948 w ZSRR zniesiono radę wiejską Solina, a Wolę Maćkową odłączono od rady wiejskiej Łodyna i przekazano te miejscowosci Polsce w ramach korekty granic z ZSRR. Solina utworzyła gromadę w gminie Wołkowyja w powiecie leskim, a Wolę Maćkową zintegrowano z gromadą Leszczowate w gminie Ropienka w powiecie leskim.
W następstwie umowy o zmianie granic z 15 lutego 1951, do Polski powrócił prawie cały rejon ustrzycki oraz części rejonów chyrowskiego i strzyłeckiego z obwodu drohobyckiego. Z obszarów tych utworzono nowy powiat ustrzycki, do którego przyłączono niektóre gminy i pojedyncze gromady z powiatów leskiego i przemyskiego. Od powiatu leskiego odłączono:
- gminę Ropienka – (z siedzibą w Ropience);
- zniesioną gminę Stuposiany – (z siedzibą w Stuposianach), włączoną do nowej gminy Szewczenko;
- zniesioną gminę Tarnawa Niżna – (z siedzibą w Tarnawie Niżnej), włączoną do nowej gminy Szewczenko;
- zniesioną gminę Zatwarnica – (z siedzibą w Zatwarnicy), włączoną do nowej gminy Polana;
- gromady Łobozew i Ustianowa Dolna z gminy Olszanica, włączone do nowej gminy Łobozew.

Jesienią 1954, wraz z reformą administracyjną kraju, wprowadzono gromady w miejsce gmin.
Powiat leski zniesiono 1 listopada 1972. Przygotowania do reformy administracyjnej z 1975, wprowadzającej w PRL 49 województw zaowocowały utworzeniem 1 listopada 1972 eksperymentalnego powiatu bieszczadzkiego. Nowa jednostka powstała z powiatów ustrzyckiego, leskiego i większej części sanockiego. Był to największy powiat w Polsce o powierzchni 2909 km². Siedzibą powiatu, mimo protestów mieszkańców większych Ustrzyk Dolnych, zostało jednak Lesko.
W związku z kolejną reformą administracyjną w 1999 roku, powiatu leskiego nie przywrócono, lecz raz jeszcze powstał powiat bieszczadzki w nowym województwie podkarpackim, tym razem z siedzibą w Ustrzykach Dolnych. Obejmował on w przybliżeniu łączne tereny powiatu ustrzyckiego i leskiego z lat 1952–1972.
W nowych granicach powiat bieszczadzki nie funkcjonował jednak długo, bo już 1 stycznia 2002, na skutek protestów mieszkańców Leska i okolic, z zachodniej części powiatu bieszczadzkiego wydzielono współczesny powiat leski (wyłączone gminy to Lesko, Baligród, Cisna, Olszanica i Solina). Równocześnie od gminy Olszanica odłączono spore połacie Pogórza Przemyskiego, łącznie osiem miejscowości o powierzchni 7345,32 ha, włączając je do gminy Ustrzyki Dolne, która pozostała w powiecie bieszczadzkim: Brelików (754,42 ha), Leszczowate (1379,57 ha), Ropienka (1336,92), Serednica (966,58 ha), Stańkowa (971,47 ha), Wola Maćkowa (283,20 ha), Wola Romanowa (390,22 ha) i Zawadka (1262,94 ha).

## Galeria

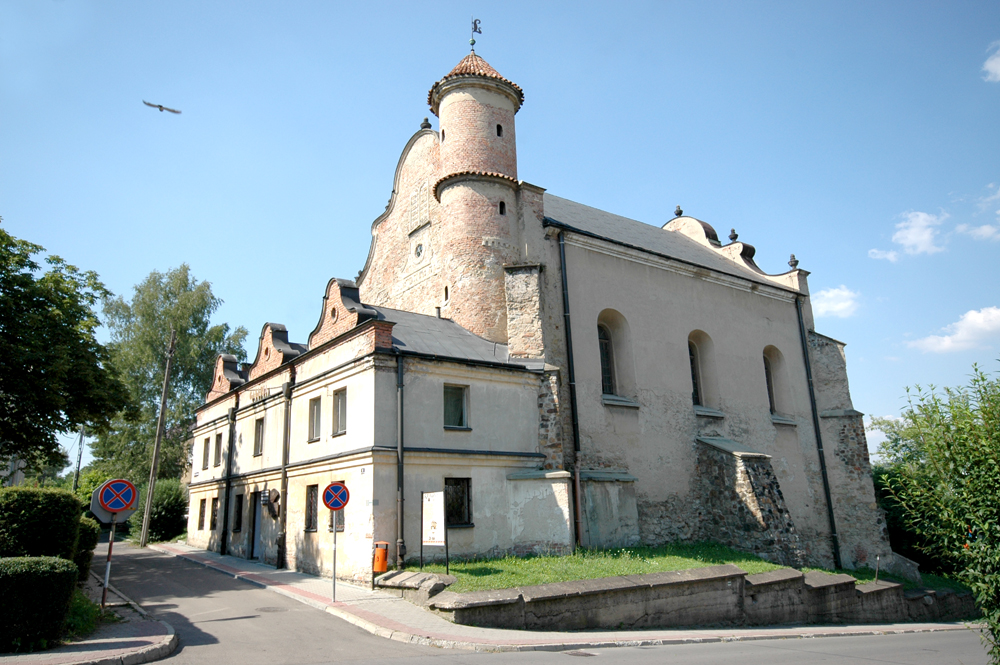
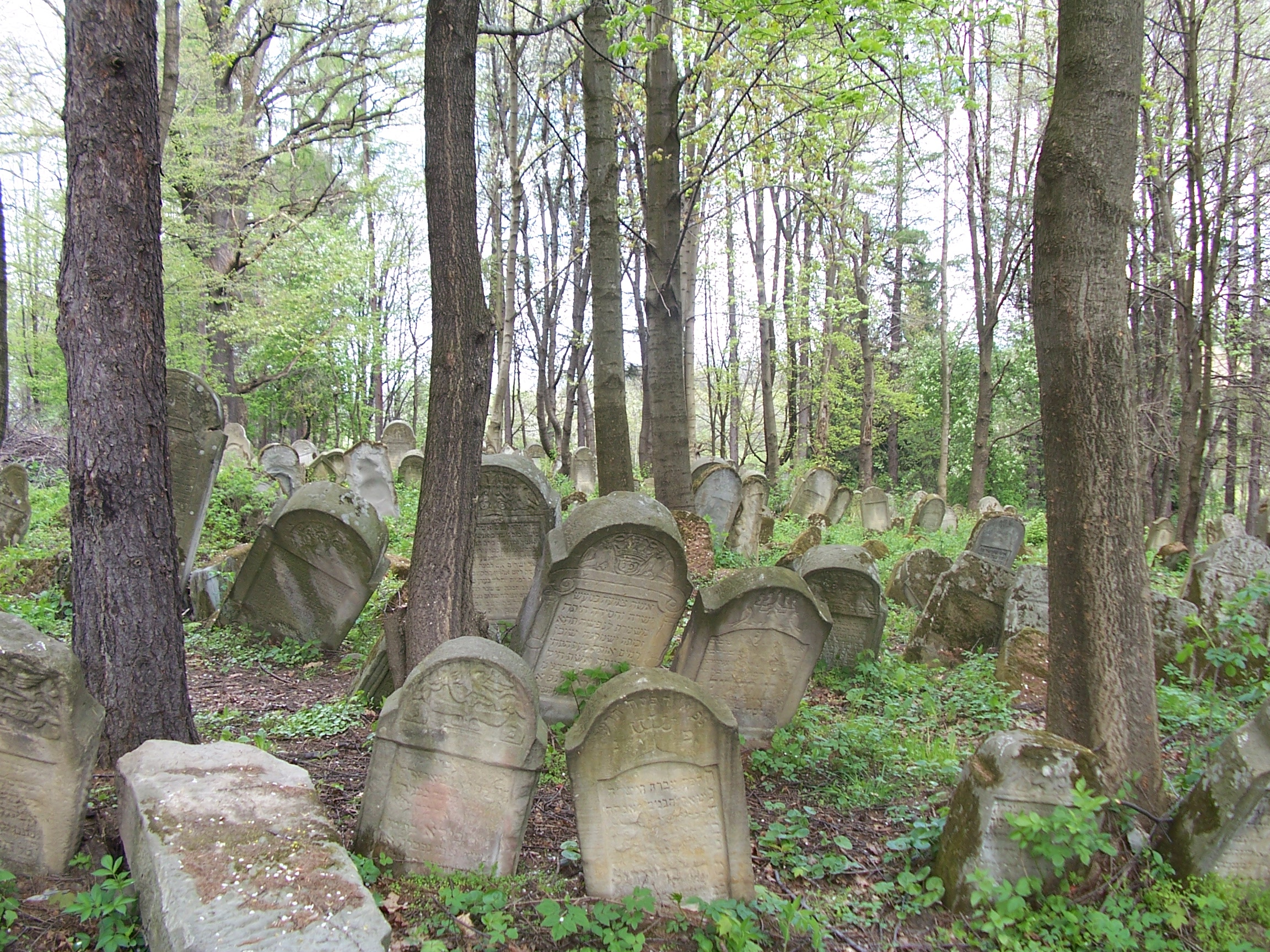
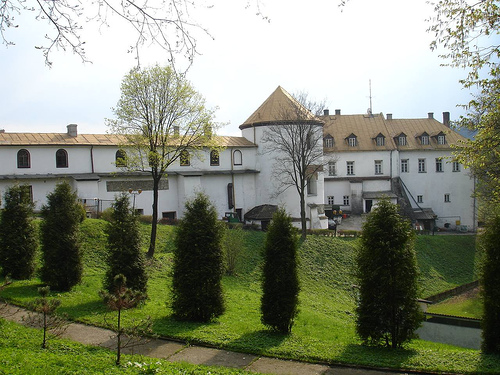
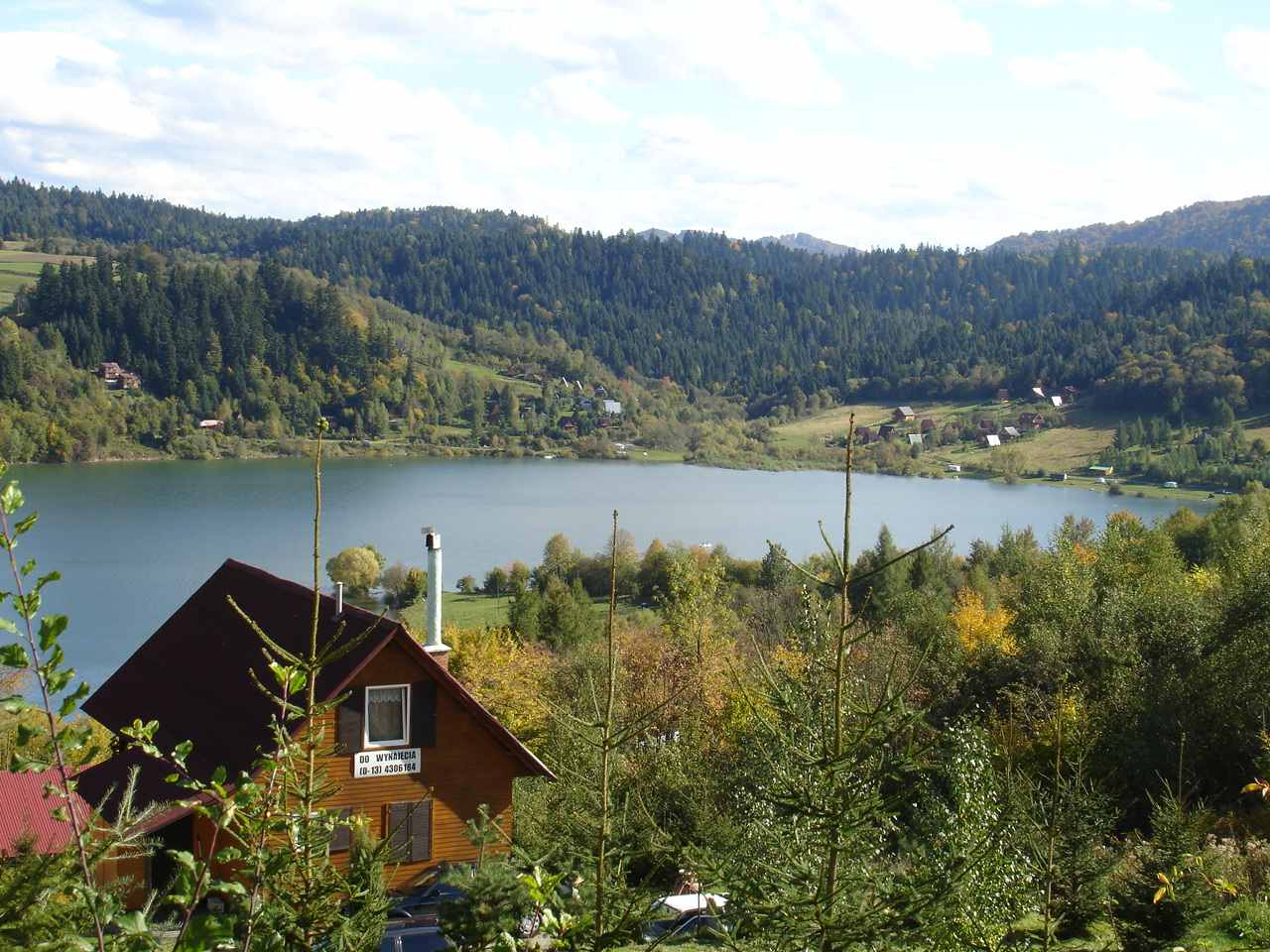
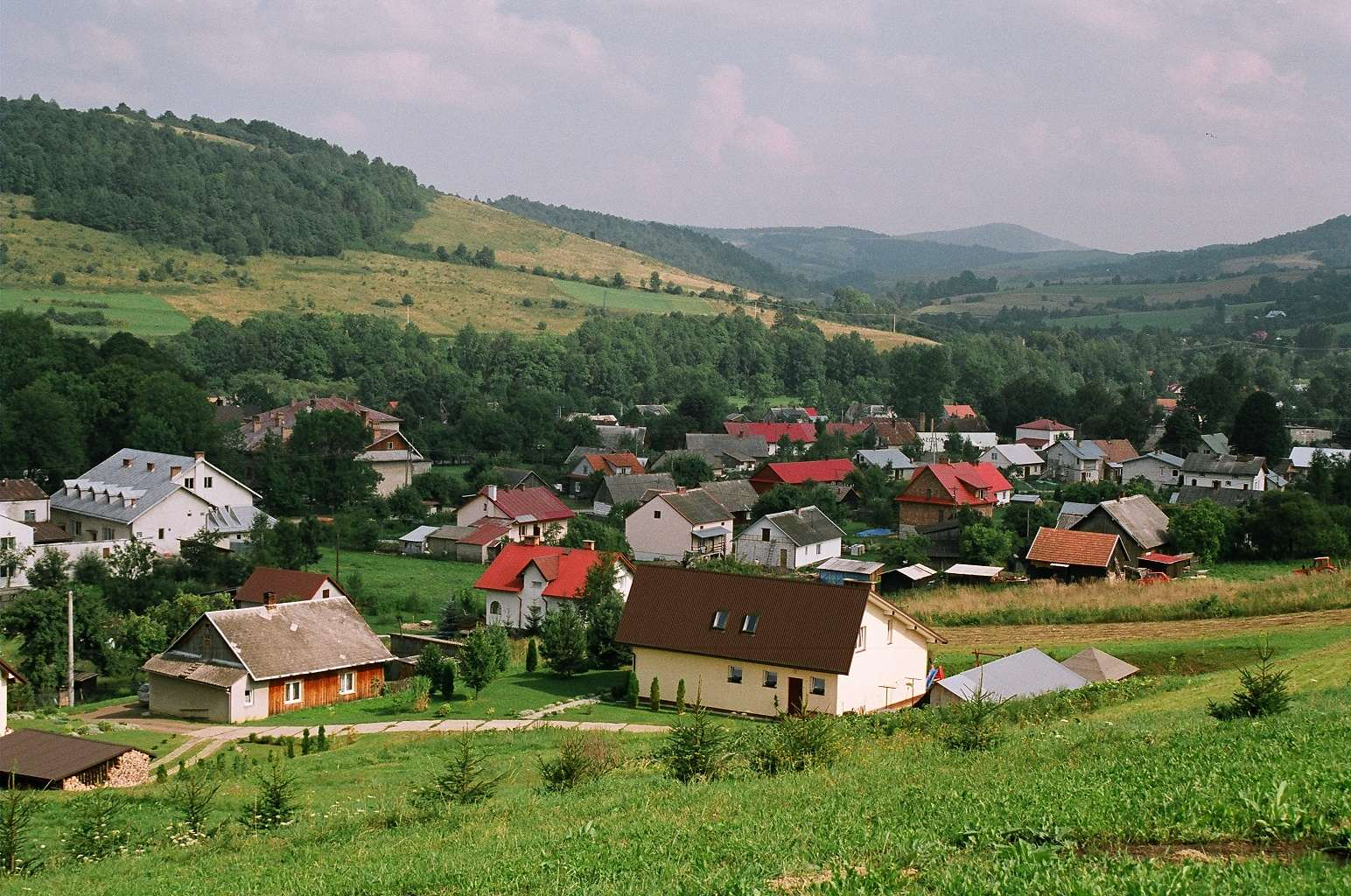
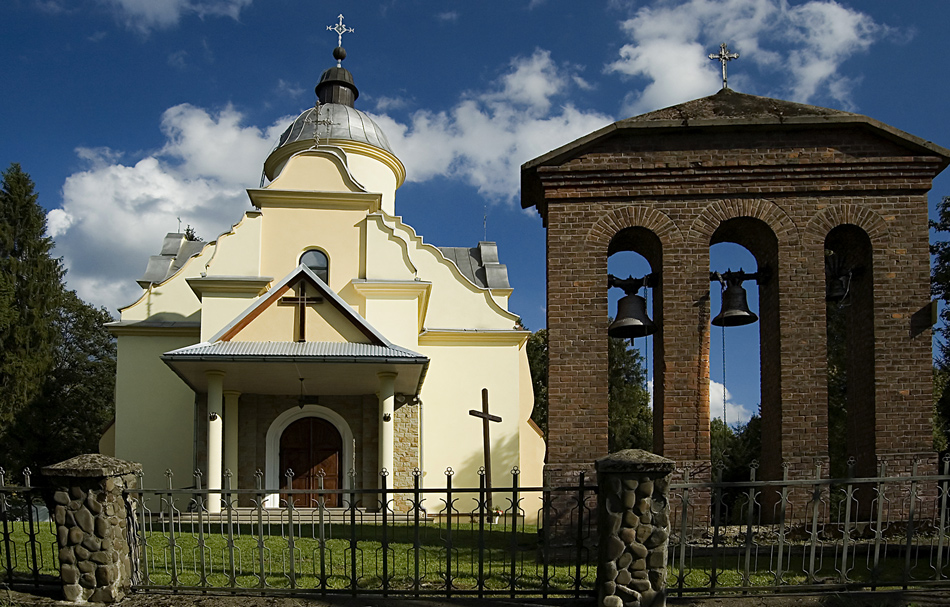
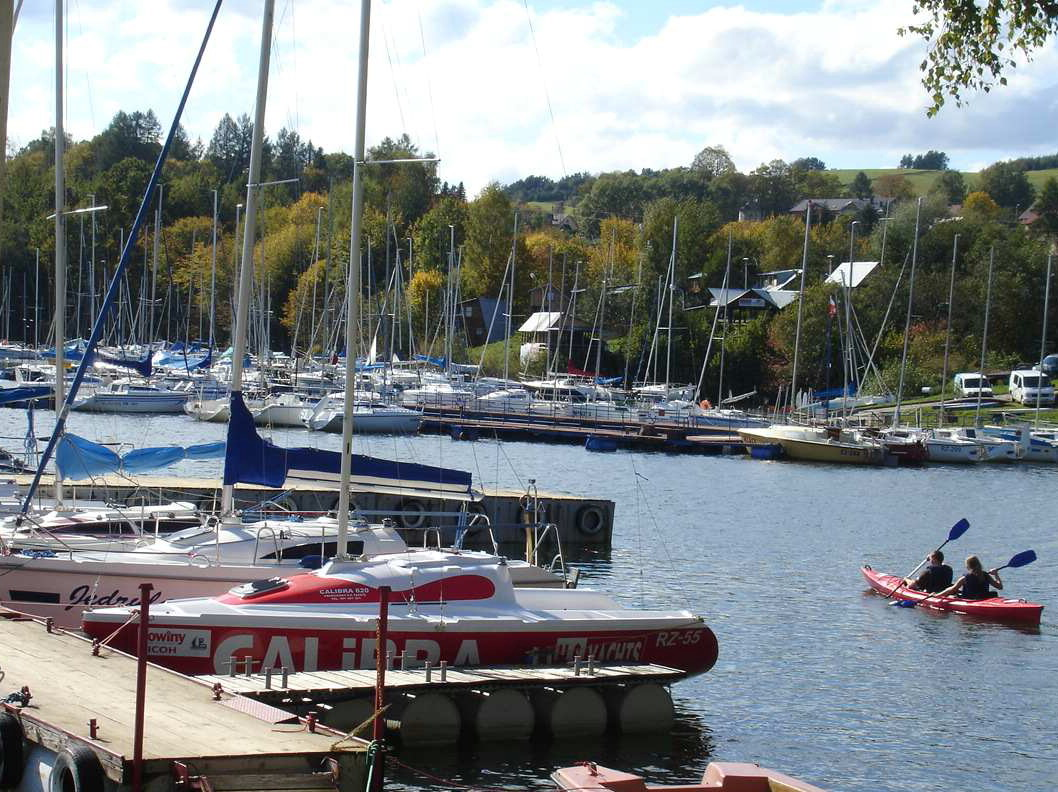
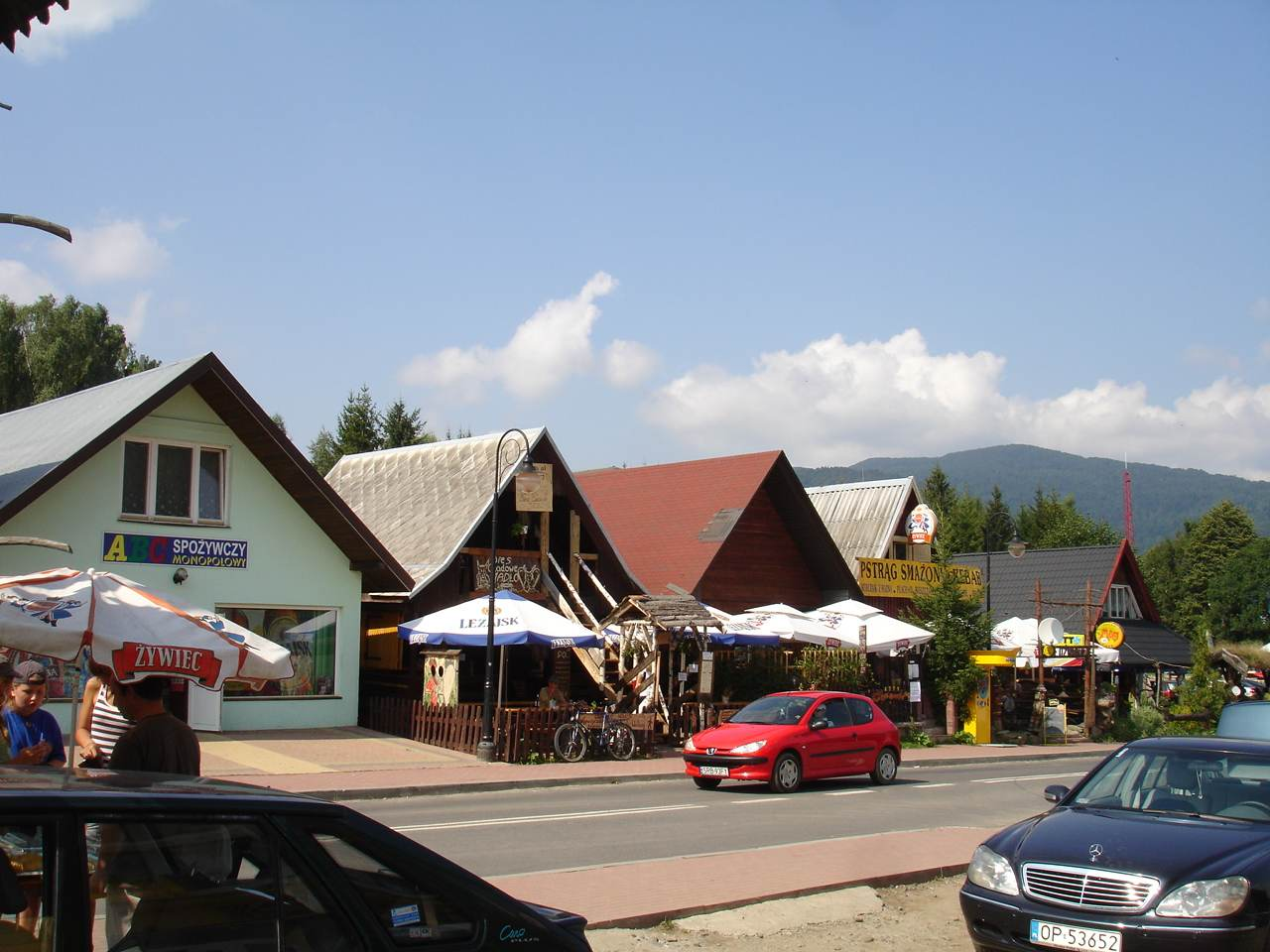
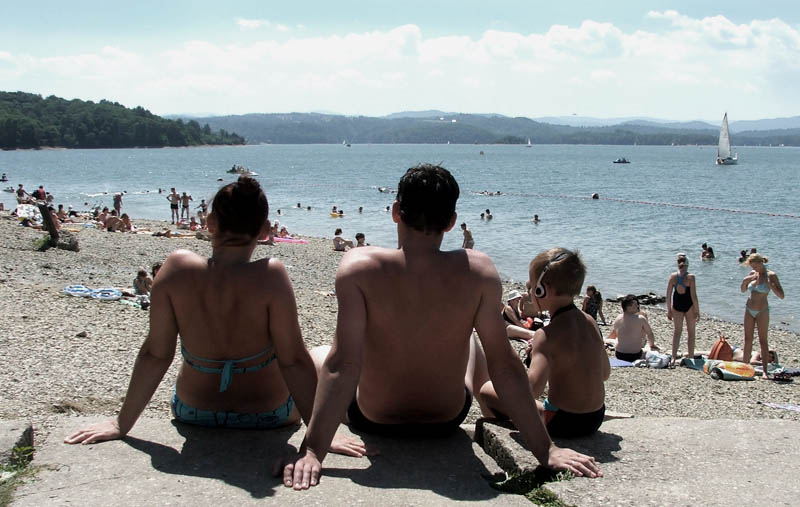

## Starostowie lescy
- Marek Scelina (2002–2010) (SLD)
- Marek Pańko (2010–2014)
- Andrzej Olesiuk (2014-2024) (PiS)
- Wojciech Stelmach (od 2024)

## Sąsiednie powiaty
- powiat sanocki
- powiat przemyski
- powiat bieszczadzki